# Jaziel Pereira
Jaziel Pereira de Sousa (Camocim, 3 de maio de 1961) é um médico e político brasileiro filiado ao Partido Liberal (PL). Foi Vereador de Fortaleza, CE, de 2001 a 2002.

## Carreira política
Em 2018 foi eleito deputado federal pelo Ceará.
Em 2022, ele foi reeleito para o mesmo cargo de deputado federal, desta vez pelo Partido Liberal (PL).

## Controvérsias

### Impunidade a políticos acusados de assassinato
Em 10 de abril de 2024, Jaziel Pereira (PL-CE) foi um dos deputados que votou na Comissão de Constituição e Justiça da Câmara dos Deputados em favor da soltura do deputado Chiquinho Brazão que é acusado pela Polícia Federal de ser mandante do assassinato da ex-vereadora carioca Marielle Franco e, também, de possuir vínculos com organizações criminosas milicianas do Rio de Janeiro.